# Перози, Лоренцо
Лоренцо Перози (итал. Lorenzo Perosi; 21 декабря 1872[…], Тортона, Пьемонт — 12 октября 1956[…], Рим) — итальянский церковный композитор, капельмейстер папской капеллы в Риме.

## Биография
Родился 21 декабря 1872 в Тортоне. Перози был одним из двенадцати детей в семье, одним из шести, переживших младенчество. Он происходил из очень музыкальной и религиозной семьи, почти  все предки Лоренцо за 200 лет были церковными музыкантами. Его отец, Джузеппе Перози (1849–1908), былкапельмейстером собора Тортоны,  одним из самых известных церковных музыкантов Италии. 
Лоренцо учился музыке у отца и уже в 1890 году стал органистом монастыря Монтекассино; вместе с тем он изучал композицию и 1892 году получил даже премию миланской консерватории, после чего изучал ещё церковный стиль в Регенсбурге под руководством Хаберля. В 1894 году Перози принял постриг, прошёл курс богословских наук; пробыв короткое время дирижёром капеллы в Имоле, он в том же 1894 году получил место исполняющего должность директора королевской капеллы и хора певчих (Cappella Marciana) при соборе св. Марка в Венеции. В конце 1898 году Перози был назначен дирижёром хора Сикстинской капеллы и оставался в этой должности до смерти.
Перози дирижировал своими произведениями и вне пределов Италии (напр. в Варшаве, 1903).
Умер в Риме.

## Сочинения
Из произведений Перози особенно замечательна его оратория-трилогия «Страсти Господни» (La Passione di Cristo; 1897), исполненная впервые с большим успехом во время церковно-музыкального конгресса в Милане (1897). Эта трилогия включает: 1/ «Страсти Господни» (по евангелию Марка), 2/ «Преображение Господне» и 3/ «Воскрешение Лазаря».
Кроме того, Перози написал:
- оратории «Воскресение Лазаря» (1898), «Воскресение Христово» (1898), «Рождество Христово» (1899), «Вход во Иерусалим», «Моисей» (1901), «Избиение младенцев» (Strage degli innocenti; 1900), «Страшный суд» (1903) и др.;
- реквием для 3 мужс. голосов с органом (1898),
- 25 месс,
- «Вариации для оркестра» (1904),
- псалмы, Те Deum, прелюдии, органные трио и мн. др.[6]

Сочинения Перози представляют собой опыт перенесения стиля вагнеровской музыкальной драмы в область церковной музыки; впрочем, по своей контрапунктической тяжеловесности их инструментовка напоминает Баха.